# Бегство Наполеона из Москвы в Париж
|   | a | b | c | d | e | f | g | h |   |
| - | --- | --- | --- | --- | --- | --- | --- | --- | - |
| 8 | d8 чёрный конь · c7 чёрная пешка · g7 чёрная пешка · e6 чёрная пешка · f6 чёрная ладья · g6 белый слон · a5 чёрный конь · c5 белая пешка · a4 чёрная пешка · c4 чёрная пешка · d4 белая пешка · f4 чёрная ладья · g4 чёрная пешка · e3 чёрный слон · b2 чёрная пешка · c2 белая пешка · e2 белый конь · f2 чёрная пешка · h2 белый король · b1 чёрный король · f1 белый конь · h1 белый ферзь | d8 чёрный конь · c7 чёрная пешка · g7 чёрная пешка · e6 чёрная пешка · f6 чёрная ладья · g6 белый слон · a5 чёрный конь · c5 белая пешка · a4 чёрная пешка · c4 чёрная пешка · d4 белая пешка · f4 чёрная ладья · g4 чёрная пешка · e3 чёрный слон · b2 чёрная пешка · c2 белая пешка · e2 белый конь · f2 чёрная пешка · h2 белый король · b1 чёрный король · f1 белый конь · h1 белый ферзь | d8 чёрный конь · c7 чёрная пешка · g7 чёрная пешка · e6 чёрная пешка · f6 чёрная ладья · g6 белый слон · a5 чёрный конь · c5 белая пешка · a4 чёрная пешка · c4 чёрная пешка · d4 белая пешка · f4 чёрная ладья · g4 чёрная пешка · e3 чёрный слон · b2 чёрная пешка · c2 белая пешка · e2 белый конь · f2 чёрная пешка · h2 белый король · b1 чёрный король · f1 белый конь · h1 белый ферзь | d8 чёрный конь · c7 чёрная пешка · g7 чёрная пешка · e6 чёрная пешка · f6 чёрная ладья · g6 белый слон · a5 чёрный конь · c5 белая пешка · a4 чёрная пешка · c4 чёрная пешка · d4 белая пешка · f4 чёрная ладья · g4 чёрная пешка · e3 чёрный слон · b2 чёрная пешка · c2 белая пешка · e2 белый конь · f2 чёрная пешка · h2 белый король · b1 чёрный король · f1 белый конь · h1 белый ферзь | d8 чёрный конь · c7 чёрная пешка · g7 чёрная пешка · e6 чёрная пешка · f6 чёрная ладья · g6 белый слон · a5 чёрный конь · c5 белая пешка · a4 чёрная пешка · c4 чёрная пешка · d4 белая пешка · f4 чёрная ладья · g4 чёрная пешка · e3 чёрный слон · b2 чёрная пешка · c2 белая пешка · e2 белый конь · f2 чёрная пешка · h2 белый король · b1 чёрный король · f1 белый конь · h1 белый ферзь | d8 чёрный конь · c7 чёрная пешка · g7 чёрная пешка · e6 чёрная пешка · f6 чёрная ладья · g6 белый слон · a5 чёрный конь · c5 белая пешка · a4 чёрная пешка · c4 чёрная пешка · d4 белая пешка · f4 чёрная ладья · g4 чёрная пешка · e3 чёрный слон · b2 чёрная пешка · c2 белая пешка · e2 белый конь · f2 чёрная пешка · h2 белый король · b1 чёрный король · f1 белый конь · h1 белый ферзь | d8 чёрный конь · c7 чёрная пешка · g7 чёрная пешка · e6 чёрная пешка · f6 чёрная ладья · g6 белый слон · a5 чёрный конь · c5 белая пешка · a4 чёрная пешка · c4 чёрная пешка · d4 белая пешка · f4 чёрная ладья · g4 чёрная пешка · e3 чёрный слон · b2 чёрная пешка · c2 белая пешка · e2 белый конь · f2 чёрная пешка · h2 белый король · b1 чёрный король · f1 белый конь · h1 белый ферзь | d8 чёрный конь · c7 чёрная пешка · g7 чёрная пешка · e6 чёрная пешка · f6 чёрная ладья · g6 белый слон · a5 чёрный конь · c5 белая пешка · a4 чёрная пешка · c4 чёрная пешка · d4 белая пешка · f4 чёрная ладья · g4 чёрная пешка · e3 чёрный слон · b2 чёрная пешка · c2 белая пешка · e2 белый конь · f2 чёрная пешка · h2 белый король · b1 чёрный король · f1 белый конь · h1 белый ферзь | 8 |
| 7 | d8 чёрный конь · c7 чёрная пешка · g7 чёрная пешка · e6 чёрная пешка · f6 чёрная ладья · g6 белый слон · a5 чёрный конь · c5 белая пешка · a4 чёрная пешка · c4 чёрная пешка · d4 белая пешка · f4 чёрная ладья · g4 чёрная пешка · e3 чёрный слон · b2 чёрная пешка · c2 белая пешка · e2 белый конь · f2 чёрная пешка · h2 белый король · b1 чёрный король · f1 белый конь · h1 белый ферзь | d8 чёрный конь · c7 чёрная пешка · g7 чёрная пешка · e6 чёрная пешка · f6 чёрная ладья · g6 белый слон · a5 чёрный конь · c5 белая пешка · a4 чёрная пешка · c4 чёрная пешка · d4 белая пешка · f4 чёрная ладья · g4 чёрная пешка · e3 чёрный слон · b2 чёрная пешка · c2 белая пешка · e2 белый конь · f2 чёрная пешка · h2 белый король · b1 чёрный король · f1 белый конь · h1 белый ферзь | d8 чёрный конь · c7 чёрная пешка · g7 чёрная пешка · e6 чёрная пешка · f6 чёрная ладья · g6 белый слон · a5 чёрный конь · c5 белая пешка · a4 чёрная пешка · c4 чёрная пешка · d4 белая пешка · f4 чёрная ладья · g4 чёрная пешка · e3 чёрный слон · b2 чёрная пешка · c2 белая пешка · e2 белый конь · f2 чёрная пешка · h2 белый король · b1 чёрный король · f1 белый конь · h1 белый ферзь | d8 чёрный конь · c7 чёрная пешка · g7 чёрная пешка · e6 чёрная пешка · f6 чёрная ладья · g6 белый слон · a5 чёрный конь · c5 белая пешка · a4 чёрная пешка · c4 чёрная пешка · d4 белая пешка · f4 чёрная ладья · g4 чёрная пешка · e3 чёрный слон · b2 чёрная пешка · c2 белая пешка · e2 белый конь · f2 чёрная пешка · h2 белый король · b1 чёрный король · f1 белый конь · h1 белый ферзь | d8 чёрный конь · c7 чёрная пешка · g7 чёрная пешка · e6 чёрная пешка · f6 чёрная ладья · g6 белый слон · a5 чёрный конь · c5 белая пешка · a4 чёрная пешка · c4 чёрная пешка · d4 белая пешка · f4 чёрная ладья · g4 чёрная пешка · e3 чёрный слон · b2 чёрная пешка · c2 белая пешка · e2 белый конь · f2 чёрная пешка · h2 белый король · b1 чёрный король · f1 белый конь · h1 белый ферзь | d8 чёрный конь · c7 чёрная пешка · g7 чёрная пешка · e6 чёрная пешка · f6 чёрная ладья · g6 белый слон · a5 чёрный конь · c5 белая пешка · a4 чёрная пешка · c4 чёрная пешка · d4 белая пешка · f4 чёрная ладья · g4 чёрная пешка · e3 чёрный слон · b2 чёрная пешка · c2 белая пешка · e2 белый конь · f2 чёрная пешка · h2 белый король · b1 чёрный король · f1 белый конь · h1 белый ферзь | d8 чёрный конь · c7 чёрная пешка · g7 чёрная пешка · e6 чёрная пешка · f6 чёрная ладья · g6 белый слон · a5 чёрный конь · c5 белая пешка · a4 чёрная пешка · c4 чёрная пешка · d4 белая пешка · f4 чёрная ладья · g4 чёрная пешка · e3 чёрный слон · b2 чёрная пешка · c2 белая пешка · e2 белый конь · f2 чёрная пешка · h2 белый король · b1 чёрный король · f1 белый конь · h1 белый ферзь | d8 чёрный конь · c7 чёрная пешка · g7 чёрная пешка · e6 чёрная пешка · f6 чёрная ладья · g6 белый слон · a5 чёрный конь · c5 белая пешка · a4 чёрная пешка · c4 чёрная пешка · d4 белая пешка · f4 чёрная ладья · g4 чёрная пешка · e3 чёрный слон · b2 чёрная пешка · c2 белая пешка · e2 белый конь · f2 чёрная пешка · h2 белый король · b1 чёрный король · f1 белый конь · h1 белый ферзь | 7 |
| 6 | d8 чёрный конь · c7 чёрная пешка · g7 чёрная пешка · e6 чёрная пешка · f6 чёрная ладья · g6 белый слон · a5 чёрный конь · c5 белая пешка · a4 чёрная пешка · c4 чёрная пешка · d4 белая пешка · f4 чёрная ладья · g4 чёрная пешка · e3 чёрный слон · b2 чёрная пешка · c2 белая пешка · e2 белый конь · f2 чёрная пешка · h2 белый король · b1 чёрный король · f1 белый конь · h1 белый ферзь | d8 чёрный конь · c7 чёрная пешка · g7 чёрная пешка · e6 чёрная пешка · f6 чёрная ладья · g6 белый слон · a5 чёрный конь · c5 белая пешка · a4 чёрная пешка · c4 чёрная пешка · d4 белая пешка · f4 чёрная ладья · g4 чёрная пешка · e3 чёрный слон · b2 чёрная пешка · c2 белая пешка · e2 белый конь · f2 чёрная пешка · h2 белый король · b1 чёрный король · f1 белый конь · h1 белый ферзь | d8 чёрный конь · c7 чёрная пешка · g7 чёрная пешка · e6 чёрная пешка · f6 чёрная ладья · g6 белый слон · a5 чёрный конь · c5 белая пешка · a4 чёрная пешка · c4 чёрная пешка · d4 белая пешка · f4 чёрная ладья · g4 чёрная пешка · e3 чёрный слон · b2 чёрная пешка · c2 белая пешка · e2 белый конь · f2 чёрная пешка · h2 белый король · b1 чёрный король · f1 белый конь · h1 белый ферзь | d8 чёрный конь · c7 чёрная пешка · g7 чёрная пешка · e6 чёрная пешка · f6 чёрная ладья · g6 белый слон · a5 чёрный конь · c5 белая пешка · a4 чёрная пешка · c4 чёрная пешка · d4 белая пешка · f4 чёрная ладья · g4 чёрная пешка · e3 чёрный слон · b2 чёрная пешка · c2 белая пешка · e2 белый конь · f2 чёрная пешка · h2 белый король · b1 чёрный король · f1 белый конь · h1 белый ферзь | d8 чёрный конь · c7 чёрная пешка · g7 чёрная пешка · e6 чёрная пешка · f6 чёрная ладья · g6 белый слон · a5 чёрный конь · c5 белая пешка · a4 чёрная пешка · c4 чёрная пешка · d4 белая пешка · f4 чёрная ладья · g4 чёрная пешка · e3 чёрный слон · b2 чёрная пешка · c2 белая пешка · e2 белый конь · f2 чёрная пешка · h2 белый король · b1 чёрный король · f1 белый конь · h1 белый ферзь | d8 чёрный конь · c7 чёрная пешка · g7 чёрная пешка · e6 чёрная пешка · f6 чёрная ладья · g6 белый слон · a5 чёрный конь · c5 белая пешка · a4 чёрная пешка · c4 чёрная пешка · d4 белая пешка · f4 чёрная ладья · g4 чёрная пешка · e3 чёрный слон · b2 чёрная пешка · c2 белая пешка · e2 белый конь · f2 чёрная пешка · h2 белый король · b1 чёрный король · f1 белый конь · h1 белый ферзь | d8 чёрный конь · c7 чёрная пешка · g7 чёрная пешка · e6 чёрная пешка · f6 чёрная ладья · g6 белый слон · a5 чёрный конь · c5 белая пешка · a4 чёрная пешка · c4 чёрная пешка · d4 белая пешка · f4 чёрная ладья · g4 чёрная пешка · e3 чёрный слон · b2 чёрная пешка · c2 белая пешка · e2 белый конь · f2 чёрная пешка · h2 белый король · b1 чёрный король · f1 белый конь · h1 белый ферзь | d8 чёрный конь · c7 чёрная пешка · g7 чёрная пешка · e6 чёрная пешка · f6 чёрная ладья · g6 белый слон · a5 чёрный конь · c5 белая пешка · a4 чёрная пешка · c4 чёрная пешка · d4 белая пешка · f4 чёрная ладья · g4 чёрная пешка · e3 чёрный слон · b2 чёрная пешка · c2 белая пешка · e2 белый конь · f2 чёрная пешка · h2 белый король · b1 чёрный король · f1 белый конь · h1 белый ферзь | 6 |
| 5 | d8 чёрный конь · c7 чёрная пешка · g7 чёрная пешка · e6 чёрная пешка · f6 чёрная ладья · g6 белый слон · a5 чёрный конь · c5 белая пешка · a4 чёрная пешка · c4 чёрная пешка · d4 белая пешка · f4 чёрная ладья · g4 чёрная пешка · e3 чёрный слон · b2 чёрная пешка · c2 белая пешка · e2 белый конь · f2 чёрная пешка · h2 белый король · b1 чёрный король · f1 белый конь · h1 белый ферзь | d8 чёрный конь · c7 чёрная пешка · g7 чёрная пешка · e6 чёрная пешка · f6 чёрная ладья · g6 белый слон · a5 чёрный конь · c5 белая пешка · a4 чёрная пешка · c4 чёрная пешка · d4 белая пешка · f4 чёрная ладья · g4 чёрная пешка · e3 чёрный слон · b2 чёрная пешка · c2 белая пешка · e2 белый конь · f2 чёрная пешка · h2 белый король · b1 чёрный король · f1 белый конь · h1 белый ферзь | d8 чёрный конь · c7 чёрная пешка · g7 чёрная пешка · e6 чёрная пешка · f6 чёрная ладья · g6 белый слон · a5 чёрный конь · c5 белая пешка · a4 чёрная пешка · c4 чёрная пешка · d4 белая пешка · f4 чёрная ладья · g4 чёрная пешка · e3 чёрный слон · b2 чёрная пешка · c2 белая пешка · e2 белый конь · f2 чёрная пешка · h2 белый король · b1 чёрный король · f1 белый конь · h1 белый ферзь | d8 чёрный конь · c7 чёрная пешка · g7 чёрная пешка · e6 чёрная пешка · f6 чёрная ладья · g6 белый слон · a5 чёрный конь · c5 белая пешка · a4 чёрная пешка · c4 чёрная пешка · d4 белая пешка · f4 чёрная ладья · g4 чёрная пешка · e3 чёрный слон · b2 чёрная пешка · c2 белая пешка · e2 белый конь · f2 чёрная пешка · h2 белый король · b1 чёрный король · f1 белый конь · h1 белый ферзь | d8 чёрный конь · c7 чёрная пешка · g7 чёрная пешка · e6 чёрная пешка · f6 чёрная ладья · g6 белый слон · a5 чёрный конь · c5 белая пешка · a4 чёрная пешка · c4 чёрная пешка · d4 белая пешка · f4 чёрная ладья · g4 чёрная пешка · e3 чёрный слон · b2 чёрная пешка · c2 белая пешка · e2 белый конь · f2 чёрная пешка · h2 белый король · b1 чёрный король · f1 белый конь · h1 белый ферзь | d8 чёрный конь · c7 чёрная пешка · g7 чёрная пешка · e6 чёрная пешка · f6 чёрная ладья · g6 белый слон · a5 чёрный конь · c5 белая пешка · a4 чёрная пешка · c4 чёрная пешка · d4 белая пешка · f4 чёрная ладья · g4 чёрная пешка · e3 чёрный слон · b2 чёрная пешка · c2 белая пешка · e2 белый конь · f2 чёрная пешка · h2 белый король · b1 чёрный король · f1 белый конь · h1 белый ферзь | d8 чёрный конь · c7 чёрная пешка · g7 чёрная пешка · e6 чёрная пешка · f6 чёрная ладья · g6 белый слон · a5 чёрный конь · c5 белая пешка · a4 чёрная пешка · c4 чёрная пешка · d4 белая пешка · f4 чёрная ладья · g4 чёрная пешка · e3 чёрный слон · b2 чёрная пешка · c2 белая пешка · e2 белый конь · f2 чёрная пешка · h2 белый король · b1 чёрный король · f1 белый конь · h1 белый ферзь | d8 чёрный конь · c7 чёрная пешка · g7 чёрная пешка · e6 чёрная пешка · f6 чёрная ладья · g6 белый слон · a5 чёрный конь · c5 белая пешка · a4 чёрная пешка · c4 чёрная пешка · d4 белая пешка · f4 чёрная ладья · g4 чёрная пешка · e3 чёрный слон · b2 чёрная пешка · c2 белая пешка · e2 белый конь · f2 чёрная пешка · h2 белый король · b1 чёрный король · f1 белый конь · h1 белый ферзь | 5 |
| 4 | d8 чёрный конь · c7 чёрная пешка · g7 чёрная пешка · e6 чёрная пешка · f6 чёрная ладья · g6 белый слон · a5 чёрный конь · c5 белая пешка · a4 чёрная пешка · c4 чёрная пешка · d4 белая пешка · f4 чёрная ладья · g4 чёрная пешка · e3 чёрный слон · b2 чёрная пешка · c2 белая пешка · e2 белый конь · f2 чёрная пешка · h2 белый король · b1 чёрный король · f1 белый конь · h1 белый ферзь | d8 чёрный конь · c7 чёрная пешка · g7 чёрная пешка · e6 чёрная пешка · f6 чёрная ладья · g6 белый слон · a5 чёрный конь · c5 белая пешка · a4 чёрная пешка · c4 чёрная пешка · d4 белая пешка · f4 чёрная ладья · g4 чёрная пешка · e3 чёрный слон · b2 чёрная пешка · c2 белая пешка · e2 белый конь · f2 чёрная пешка · h2 белый король · b1 чёрный король · f1 белый конь · h1 белый ферзь | d8 чёрный конь · c7 чёрная пешка · g7 чёрная пешка · e6 чёрная пешка · f6 чёрная ладья · g6 белый слон · a5 чёрный конь · c5 белая пешка · a4 чёрная пешка · c4 чёрная пешка · d4 белая пешка · f4 чёрная ладья · g4 чёрная пешка · e3 чёрный слон · b2 чёрная пешка · c2 белая пешка · e2 белый конь · f2 чёрная пешка · h2 белый король · b1 чёрный король · f1 белый конь · h1 белый ферзь | d8 чёрный конь · c7 чёрная пешка · g7 чёрная пешка · e6 чёрная пешка · f6 чёрная ладья · g6 белый слон · a5 чёрный конь · c5 белая пешка · a4 чёрная пешка · c4 чёрная пешка · d4 белая пешка · f4 чёрная ладья · g4 чёрная пешка · e3 чёрный слон · b2 чёрная пешка · c2 белая пешка · e2 белый конь · f2 чёрная пешка · h2 белый король · b1 чёрный король · f1 белый конь · h1 белый ферзь | d8 чёрный конь · c7 чёрная пешка · g7 чёрная пешка · e6 чёрная пешка · f6 чёрная ладья · g6 белый слон · a5 чёрный конь · c5 белая пешка · a4 чёрная пешка · c4 чёрная пешка · d4 белая пешка · f4 чёрная ладья · g4 чёрная пешка · e3 чёрный слон · b2 чёрная пешка · c2 белая пешка · e2 белый конь · f2 чёрная пешка · h2 белый король · b1 чёрный король · f1 белый конь · h1 белый ферзь | d8 чёрный конь · c7 чёрная пешка · g7 чёрная пешка · e6 чёрная пешка · f6 чёрная ладья · g6 белый слон · a5 чёрный конь · c5 белая пешка · a4 чёрная пешка · c4 чёрная пешка · d4 белая пешка · f4 чёрная ладья · g4 чёрная пешка · e3 чёрный слон · b2 чёрная пешка · c2 белая пешка · e2 белый конь · f2 чёрная пешка · h2 белый король · b1 чёрный король · f1 белый конь · h1 белый ферзь | d8 чёрный конь · c7 чёрная пешка · g7 чёрная пешка · e6 чёрная пешка · f6 чёрная ладья · g6 белый слон · a5 чёрный конь · c5 белая пешка · a4 чёрная пешка · c4 чёрная пешка · d4 белая пешка · f4 чёрная ладья · g4 чёрная пешка · e3 чёрный слон · b2 чёрная пешка · c2 белая пешка · e2 белый конь · f2 чёрная пешка · h2 белый король · b1 чёрный король · f1 белый конь · h1 белый ферзь | d8 чёрный конь · c7 чёрная пешка · g7 чёрная пешка · e6 чёрная пешка · f6 чёрная ладья · g6 белый слон · a5 чёрный конь · c5 белая пешка · a4 чёрная пешка · c4 чёрная пешка · d4 белая пешка · f4 чёрная ладья · g4 чёрная пешка · e3 чёрный слон · b2 чёрная пешка · c2 белая пешка · e2 белый конь · f2 чёрная пешка · h2 белый король · b1 чёрный король · f1 белый конь · h1 белый ферзь | 4 |
| 3 | d8 чёрный конь · c7 чёрная пешка · g7 чёрная пешка · e6 чёрная пешка · f6 чёрная ладья · g6 белый слон · a5 чёрный конь · c5 белая пешка · a4 чёрная пешка · c4 чёрная пешка · d4 белая пешка · f4 чёрная ладья · g4 чёрная пешка · e3 чёрный слон · b2 чёрная пешка · c2 белая пешка · e2 белый конь · f2 чёрная пешка · h2 белый король · b1 чёрный король · f1 белый конь · h1 белый ферзь | d8 чёрный конь · c7 чёрная пешка · g7 чёрная пешка · e6 чёрная пешка · f6 чёрная ладья · g6 белый слон · a5 чёрный конь · c5 белая пешка · a4 чёрная пешка · c4 чёрная пешка · d4 белая пешка · f4 чёрная ладья · g4 чёрная пешка · e3 чёрный слон · b2 чёрная пешка · c2 белая пешка · e2 белый конь · f2 чёрная пешка · h2 белый король · b1 чёрный король · f1 белый конь · h1 белый ферзь | d8 чёрный конь · c7 чёрная пешка · g7 чёрная пешка · e6 чёрная пешка · f6 чёрная ладья · g6 белый слон · a5 чёрный конь · c5 белая пешка · a4 чёрная пешка · c4 чёрная пешка · d4 белая пешка · f4 чёрная ладья · g4 чёрная пешка · e3 чёрный слон · b2 чёрная пешка · c2 белая пешка · e2 белый конь · f2 чёрная пешка · h2 белый король · b1 чёрный король · f1 белый конь · h1 белый ферзь | d8 чёрный конь · c7 чёрная пешка · g7 чёрная пешка · e6 чёрная пешка · f6 чёрная ладья · g6 белый слон · a5 чёрный конь · c5 белая пешка · a4 чёрная пешка · c4 чёрная пешка · d4 белая пешка · f4 чёрная ладья · g4 чёрная пешка · e3 чёрный слон · b2 чёрная пешка · c2 белая пешка · e2 белый конь · f2 чёрная пешка · h2 белый король · b1 чёрный король · f1 белый конь · h1 белый ферзь | d8 чёрный конь · c7 чёрная пешка · g7 чёрная пешка · e6 чёрная пешка · f6 чёрная ладья · g6 белый слон · a5 чёрный конь · c5 белая пешка · a4 чёрная пешка · c4 чёрная пешка · d4 белая пешка · f4 чёрная ладья · g4 чёрная пешка · e3 чёрный слон · b2 чёрная пешка · c2 белая пешка · e2 белый конь · f2 чёрная пешка · h2 белый король · b1 чёрный король · f1 белый конь · h1 белый ферзь | d8 чёрный конь · c7 чёрная пешка · g7 чёрная пешка · e6 чёрная пешка · f6 чёрная ладья · g6 белый слон · a5 чёрный конь · c5 белая пешка · a4 чёрная пешка · c4 чёрная пешка · d4 белая пешка · f4 чёрная ладья · g4 чёрная пешка · e3 чёрный слон · b2 чёрная пешка · c2 белая пешка · e2 белый конь · f2 чёрная пешка · h2 белый король · b1 чёрный король · f1 белый конь · h1 белый ферзь | d8 чёрный конь · c7 чёрная пешка · g7 чёрная пешка · e6 чёрная пешка · f6 чёрная ладья · g6 белый слон · a5 чёрный конь · c5 белая пешка · a4 чёрная пешка · c4 чёрная пешка · d4 белая пешка · f4 чёрная ладья · g4 чёрная пешка · e3 чёрный слон · b2 чёрная пешка · c2 белая пешка · e2 белый конь · f2 чёрная пешка · h2 белый король · b1 чёрный король · f1 белый конь · h1 белый ферзь | d8 чёрный конь · c7 чёрная пешка · g7 чёрная пешка · e6 чёрная пешка · f6 чёрная ладья · g6 белый слон · a5 чёрный конь · c5 белая пешка · a4 чёрная пешка · c4 чёрная пешка · d4 белая пешка · f4 чёрная ладья · g4 чёрная пешка · e3 чёрный слон · b2 чёрная пешка · c2 белая пешка · e2 белый конь · f2 чёрная пешка · h2 белый король · b1 чёрный король · f1 белый конь · h1 белый ферзь | 3 |
| 2 | d8 чёрный конь · c7 чёрная пешка · g7 чёрная пешка · e6 чёрная пешка · f6 чёрная ладья · g6 белый слон · a5 чёрный конь · c5 белая пешка · a4 чёрная пешка · c4 чёрная пешка · d4 белая пешка · f4 чёрная ладья · g4 чёрная пешка · e3 чёрный слон · b2 чёрная пешка · c2 белая пешка · e2 белый конь · f2 чёрная пешка · h2 белый король · b1 чёрный король · f1 белый конь · h1 белый ферзь | d8 чёрный конь · c7 чёрная пешка · g7 чёрная пешка · e6 чёрная пешка · f6 чёрная ладья · g6 белый слон · a5 чёрный конь · c5 белая пешка · a4 чёрная пешка · c4 чёрная пешка · d4 белая пешка · f4 чёрная ладья · g4 чёрная пешка · e3 чёрный слон · b2 чёрная пешка · c2 белая пешка · e2 белый конь · f2 чёрная пешка · h2 белый король · b1 чёрный король · f1 белый конь · h1 белый ферзь | d8 чёрный конь · c7 чёрная пешка · g7 чёрная пешка · e6 чёрная пешка · f6 чёрная ладья · g6 белый слон · a5 чёрный конь · c5 белая пешка · a4 чёрная пешка · c4 чёрная пешка · d4 белая пешка · f4 чёрная ладья · g4 чёрная пешка · e3 чёрный слон · b2 чёрная пешка · c2 белая пешка · e2 белый конь · f2 чёрная пешка · h2 белый король · b1 чёрный король · f1 белый конь · h1 белый ферзь | d8 чёрный конь · c7 чёрная пешка · g7 чёрная пешка · e6 чёрная пешка · f6 чёрная ладья · g6 белый слон · a5 чёрный конь · c5 белая пешка · a4 чёрная пешка · c4 чёрная пешка · d4 белая пешка · f4 чёрная ладья · g4 чёрная пешка · e3 чёрный слон · b2 чёрная пешка · c2 белая пешка · e2 белый конь · f2 чёрная пешка · h2 белый король · b1 чёрный король · f1 белый конь · h1 белый ферзь | d8 чёрный конь · c7 чёрная пешка · g7 чёрная пешка · e6 чёрная пешка · f6 чёрная ладья · g6 белый слон · a5 чёрный конь · c5 белая пешка · a4 чёрная пешка · c4 чёрная пешка · d4 белая пешка · f4 чёрная ладья · g4 чёрная пешка · e3 чёрный слон · b2 чёрная пешка · c2 белая пешка · e2 белый конь · f2 чёрная пешка · h2 белый король · b1 чёрный король · f1 белый конь · h1 белый ферзь | d8 чёрный конь · c7 чёрная пешка · g7 чёрная пешка · e6 чёрная пешка · f6 чёрная ладья · g6 белый слон · a5 чёрный конь · c5 белая пешка · a4 чёрная пешка · c4 чёрная пешка · d4 белая пешка · f4 чёрная ладья · g4 чёрная пешка · e3 чёрный слон · b2 чёрная пешка · c2 белая пешка · e2 белый конь · f2 чёрная пешка · h2 белый король · b1 чёрный король · f1 белый конь · h1 белый ферзь | d8 чёрный конь · c7 чёрная пешка · g7 чёрная пешка · e6 чёрная пешка · f6 чёрная ладья · g6 белый слон · a5 чёрный конь · c5 белая пешка · a4 чёрная пешка · c4 чёрная пешка · d4 белая пешка · f4 чёрная ладья · g4 чёрная пешка · e3 чёрный слон · b2 чёрная пешка · c2 белая пешка · e2 белый конь · f2 чёрная пешка · h2 белый король · b1 чёрный король · f1 белый конь · h1 белый ферзь | d8 чёрный конь · c7 чёрная пешка · g7 чёрная пешка · e6 чёрная пешка · f6 чёрная ладья · g6 белый слон · a5 чёрный конь · c5 белая пешка · a4 чёрная пешка · c4 чёрная пешка · d4 белая пешка · f4 чёрная ладья · g4 чёрная пешка · e3 чёрный слон · b2 чёрная пешка · c2 белая пешка · e2 белый конь · f2 чёрная пешка · h2 белый король · b1 чёрный король · f1 белый конь · h1 белый ферзь | 2 |
| 1 | d8 чёрный конь · c7 чёрная пешка · g7 чёрная пешка · e6 чёрная пешка · f6 чёрная ладья · g6 белый слон · a5 чёрный конь · c5 белая пешка · a4 чёрная пешка · c4 чёрная пешка · d4 белая пешка · f4 чёрная ладья · g4 чёрная пешка · e3 чёрный слон · b2 чёрная пешка · c2 белая пешка · e2 белый конь · f2 чёрная пешка · h2 белый король · b1 чёрный король · f1 белый конь · h1 белый ферзь | d8 чёрный конь · c7 чёрная пешка · g7 чёрная пешка · e6 чёрная пешка · f6 чёрная ладья · g6 белый слон · a5 чёрный конь · c5 белая пешка · a4 чёрная пешка · c4 чёрная пешка · d4 белая пешка · f4 чёрная ладья · g4 чёрная пешка · e3 чёрный слон · b2 чёрная пешка · c2 белая пешка · e2 белый конь · f2 чёрная пешка · h2 белый король · b1 чёрный король · f1 белый конь · h1 белый ферзь | d8 чёрный конь · c7 чёрная пешка · g7 чёрная пешка · e6 чёрная пешка · f6 чёрная ладья · g6 белый слон · a5 чёрный конь · c5 белая пешка · a4 чёрная пешка · c4 чёрная пешка · d4 белая пешка · f4 чёрная ладья · g4 чёрная пешка · e3 чёрный слон · b2 чёрная пешка · c2 белая пешка · e2 белый конь · f2 чёрная пешка · h2 белый король · b1 чёрный король · f1 белый конь · h1 белый ферзь | d8 чёрный конь · c7 чёрная пешка · g7 чёрная пешка · e6 чёрная пешка · f6 чёрная ладья · g6 белый слон · a5 чёрный конь · c5 белая пешка · a4 чёрная пешка · c4 чёрная пешка · d4 белая пешка · f4 чёрная ладья · g4 чёрная пешка · e3 чёрный слон · b2 чёрная пешка · c2 белая пешка · e2 белый конь · f2 чёрная пешка · h2 белый король · b1 чёрный король · f1 белый конь · h1 белый ферзь | d8 чёрный конь · c7 чёрная пешка · g7 чёрная пешка · e6 чёрная пешка · f6 чёрная ладья · g6 белый слон · a5 чёрный конь · c5 белая пешка · a4 чёрная пешка · c4 чёрная пешка · d4 белая пешка · f4 чёрная ладья · g4 чёрная пешка · e3 чёрный слон · b2 чёрная пешка · c2 белая пешка · e2 белый конь · f2 чёрная пешка · h2 белый король · b1 чёрный король · f1 белый конь · h1 белый ферзь | d8 чёрный конь · c7 чёрная пешка · g7 чёрная пешка · e6 чёрная пешка · f6 чёрная ладья · g6 белый слон · a5 чёрный конь · c5 белая пешка · a4 чёрная пешка · c4 чёрная пешка · d4 белая пешка · f4 чёрная ладья · g4 чёрная пешка · e3 чёрный слон · b2 чёрная пешка · c2 белая пешка · e2 белый конь · f2 чёрная пешка · h2 белый король · b1 чёрный король · f1 белый конь · h1 белый ферзь | d8 чёрный конь · c7 чёрная пешка · g7 чёрная пешка · e6 чёрная пешка · f6 чёрная ладья · g6 белый слон · a5 чёрный конь · c5 белая пешка · a4 чёрная пешка · c4 чёрная пешка · d4 белая пешка · f4 чёрная ладья · g4 чёрная пешка · e3 чёрный слон · b2 чёрная пешка · c2 белая пешка · e2 белый конь · f2 чёрная пешка · h2 белый король · b1 чёрный король · f1 белый конь · h1 белый ферзь | d8 чёрный конь · c7 чёрная пешка · g7 чёрная пешка · e6 чёрная пешка · f6 чёрная ладья · g6 белый слон · a5 чёрный конь · c5 белая пешка · a4 чёрная пешка · c4 чёрная пешка · d4 белая пешка · f4 чёрная ладья · g4 чёрная пешка · e3 чёрный слон · b2 чёрная пешка · c2 белая пешка · e2 белый конь · f2 чёрная пешка · h2 белый король · b1 чёрный король · f1 белый конь · h1 белый ферзь | 1 |
|   | a | b | c | d | e | f | g | h |   |

Бегство Наполеона из Москвы в Париж — изобразительная шахматная задача, составленная первым русским мастером Александром Дмитриевичем Петровым по мотивам сражений Отечественной войны 1812 года. Поле «b1» символизирует Москву, «h8» — Париж. Чёрный король — Наполеон, белый король — Александр I. Белые кони — русская кавалерия, диагональ h1-a8 — река Березина, при переправе через которую русские могли пленить французского императора (6.Фa8×). Несмотря на то, что задача имеет короткое решение, по условию необходимо дать мат в 14 ходов.

## Решение
1. Кd2++ Крa2 2. Кc3+ Крa3 3. Кdb1+ Крb4 4. Кa2+ Крb5 5. Кbc3(a3)+ Крa6 6. Кb4+ (Фa8×) Крa7 7. Кb5+ Крb8 8. Кa6+ Крc8 9. Кa7+ Крd7 10. Кb8+ Крe7 11. Кc8+ Крf8 12. Кd7+ Крg8 13. Кe7+ Крh8 14. Крg2(g3)× Наполеон повержен.
В примечании к 6-му ходу белых автор указал: «Ферзём следовало преградить путь Наполеону, ступив на a8, тогда бы он не ушёл в Париж, а был бы ему шах и мат».
Первый вариант задачи был опубликован в 1824 году в книге Александра Дмитриевича Петрова «Шахматная игра, приведённая в систематический порядок, с присовокуплением игор Филидора и примечание на оные». А в 1838 году в шахматном журнале «Паламед» был опубликован окончательный вариант, используемый в шахматной литературе до настоящего времени. Отличие исходного варианта состояло в начальной расстановке фигур: у чёрных не было двух ладей и слона, пешек на полях f2 и g4, но стояла пешка на поле f6, а король — на a1 вместо b1. Способ решения задачи не изменился.